# ولوالجی
ولوالجی، ابوعبدالله محمد بن صالح، از شاعران دورهٔ سامانی است.
از ولوالجی اشعار زیادی باقی نمانده‌است و آنچه نقل شده‌است در تذکره‌های مختلف بوده‌است. اما منوچهری از او به‌عنوان یکی از استادانِ کهن یاد می‌کند.

## زادگاه
زادگاه والوالجی شهر والوالج است، که وروالیز، وروالیج و ورجان هم خوانده می‌شود و در استان بدخشان نزدیک بلخ بوده‌است. به همین دلیل او را بدخشانی نیز می‌خوانند. والواج در واقع بین بلخ در استان بدخشان و تالقان (طالقان) در استان تخار در افغانستان است.

## اشعار

### شکَر در میان دو گُل
| سیم‌دندانک و بـَس‌دانک و خندانک و شوخ    |  | که جهان آنَک بر ما لبِ او زنــدان کرد |
| لبِ او بینـی، گویـی که کسـی زیـرِ عقیـق |  | یا میان دو گُل اندر، شکَری پنهان کرد  |

### زلف و رخسار
| جَعد بر ســیمین پیشــانیش، گویی که مگر |  | لشکرِ زنگ همی غارتِ بغداد کند     |
| وآن سیه زلف بر آن عارض، گویی که همی   |  | به پَـرِ زاغ کسـی آتـش را باد کند |